# 핵반응

핵반응(核反應, nuclear reaction)은 원자핵 두 개나 원자핵 하나와 아원자 입자 하나가 충돌하여 하나 이상의 원자핵을 형성하는 반응이다.

## 개요
원자핵의 반응, 즉 핵반응은 20세기의 핵물리학의 발달에 의해 실험실 내에서 연구할 수 있게 되었다. 그러나 핵반응은 태고부터 인간과 매우 관계가 깊은 것이었다. 태양의 빛과 열은 태양 내부의 수소가 연소해서 헬륨으로 변화하는 핵반응의 산물이기 때문이다. 이러한 핵반응을 핵융합 반응이라 한다. 만약 태양이 보통의 화학 반응으로 연소하고 있다고 할 때, 즉 산소와 화학적으로 결합하는 산화 과정에서 빛과 열을 내고 있다고 가정하면, 이미 예전에 모두 연소되고 말았을 것이다. 모형 태양을 실험실에서 만들어 고에너지를 임의로 끄집어내는 것은 과학자들의 꿈이지만 아직 성공은 하지 못하고 있다. 그러나 1938년 핵분열에 수반되는 원자력 에너지의 이용에 대해서 독일의 한과 슈트라스만이 우라늄의 핵분열 현상을 발견했을 때, 곧 중성자에 의한 연쇄 반응을 이용하여 고에너지의 생산 가능성이 검토되었다. 1942년에는 시카고 대학에서 세계 최초의 원자로가 가동되기 시작했으며, 1945년에는 일본의 히로시마와 나가사키에 원자 폭탄이 투하되었다. 핵융합이나 핵분열을 이용하는 원자력 에너지는, 석유나 석탄이 고갈 상태가 될 가능성이 있는 21세기의 인류에게는 없어서는 안 될 에너지원이 될 것으로 믿어진다. 물론, 핵분열에 의해 생기는 방사성 폐기물의 처리 등 해결해야 할 문제도 많다.

## 같이 보기
- 핵분열
- 핵변환
- CNO 순환